# Steinkreis von Bordley
Der Steinkreis von Bordley (auch als Druid’s Altar Yorkshire, Druids’ Altar oder Druids’ Temple Grass bekannt) liegt am Malham Moor, etwa 3,0 km nordwestlich von Threshfield, bei Skipton im Westen in North Yorkshire in England und ist laut Aubrey Burl ein Vier-Pfosten-Steinkreis (englisch Four-poster stone circle), auch „Himmelsteinkreis“ genannt, der in die Bronzezeit datiert wird. Er liegt innerhalb eines etwa 0,9 m hohen Rundhügels von etwa 15,0 Metern Durchmesser. 
Druids’ Altar heißt auch ein Fels-Aufschluss bei Bingley, in West Yorkshire.
Obwohl er von Aubrey Burl als Himmelssteinkreis beschrieben wurde, sprechen ältere Beschreibungen (Harry Speight 1892, Edmund Boggs 1904 und Lewis 1914) von einem viel vollständigeren Steinring, von dem aber nur noch drei Steine aufrecht stehen. Auf einer Seite soll ein großer flacher Stein auf zwei anderen geruht haben, was zu der Bezeichnung Altar des Druiden führte. 

Steinkreis von Bordley
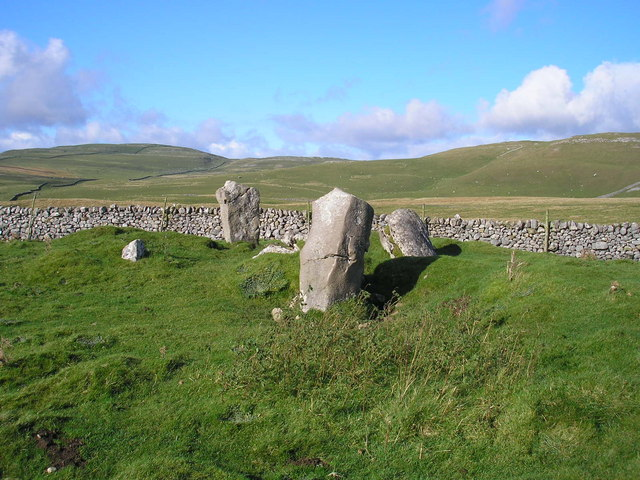
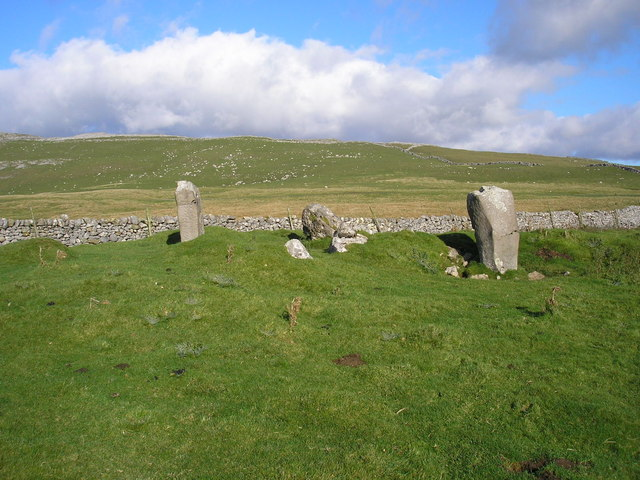
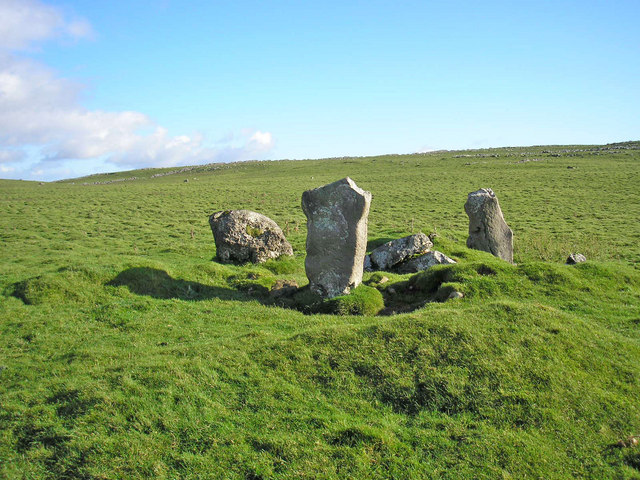

Der Altar des Druiden scheint ein prähistorisches Grab gewesen zu sein, vielleicht sogar ein Kammergrab (englisch chambered tomb). Die Lage fast mittig in einem Kreis von Hügeln war erkennbar von Bedeutung.